# La Pandilla
La Pandilla (em Portugal, A Pandillha) foi um grupo musical juvenil espanhol formado em 1970 por Pepa Aguirre. O conjunto tinha membros de ambos os sexos, diferente da maioria das bandas de pop da época.
A sobrinha, filha e filho de Aguirre formaram a banda. Mais tarde, dois garotos adentraram o grupo. Seu primeiro álbum, Villancicos, foi lançado no final de 1970.
Em Portugal foram lançados pela editora Movieplay e tiveram grandes sucessos como "Achilipu" e "Uma Casa" (de Vinicius de Moraes). O primeiro EP editado em Portugal, em 1971,  continha os temas "A-chi-li-pú", "Señor Doctor", "¡Oh, Mamá!" e "En un Mundo Nuevo".
Em 1974 entraram Rubén e Javi López e Gaby Jiménez. Lançam o single El Alacrán. O grupo continuou gravando discos até 1977.

## Discografia
- A Pandilha (EP, 1971)
- A Pandilha em Português (EP, 1971)
- Amarillho (EP, 1972)
- Zoo Loco (Ep, 1973)
- Walt Disney / Bla Bla Bla (Single, 1973)
- El Alacran (1974)
- Bakala Nanu Meme / Cuando Pasara (Single, 1976)